# Snoopy vs. the Red Baron
Snoopy vs. the Red Baron är en poplåt komponerad av Phil Gernhard och Dick Holler som spelades in av musikgruppen The Royal Guardsmen 1966. Låten utgavs som singel i december 1966 på skivbolaget Laurie Records och nådde i slutet av månaden andraplatsen på Billboard Hot 100, blockared av the Monkees megahit "I'm a Believer". Låten blev i början av 1967 även en europeisk hit, och toppade singellistan i Australien i fem veckor. Där lyckades den dessutom med konststycket att blockera "I'm a Believer" från förstaplatsen.
Låten var den första av flera som the Royal Guardsmen spelade in med Snobben-tema. Ett stående tema i Snobben-serien var hur Snobben fantiserade om att möta den "röden baronen" Manfred von Richthofen i luftstrid. Senare följde låtar som "Snoopy's Christmas" och "Snoopy for President".
Låten inleds med en monolog på pseudotyska "-Achtung! Jetzt wir singen zusammen die Geschichte über den Schweinköpfigen Hund und den lieben Red Baron!" (ungefär "Lystring! Vi ska nu sjunga historien om den grishuvdade hunden och vår älskade röde baron") Mitt i låten citeras The McCoys låt "Hang On Sloopy" med orgel.
Snoopy vs. the Red Baron blev åter en hit i Storbritannien 1973 i en reaggeversion av gruppen Hot Shots som nådde fjärdeplatsen på Englandslistan.

## Listplaceringar
| Lista (1966-1967) | Position         |
| ----------------- | ---------------- |
| Australien        | 1                |
| Danmark           | 4 (DR "Top 20")  |
| Flandern          | 4                |
| Frankrike         | 31               |
| Irland            | 12               |
| Kanada            | 1                |
| Nederländerna     | 5                |
| Norge             | 3                |
| Storbritannien    | 6                |
| Sverige           | 6 (Kvällstoppen) |
| Sverige           | 2 (Tio i topp)   |
| USA               | 2                |
| Vallonien         | 11               |
| Västtyskland      | 14               |